# Dasyhelea aurantiaca
Dasyhelea aurantiaca är en tvåvingeart som först beskrevs av Jean-Jacques Kieffer 1911.  Dasyhelea aurantiaca ingår i släktet Dasyhelea och familjen svidknott.
Artens utbredningsområde är Seychellerna. Inga underarter finns listade i Catalogue of Life.